# Brodsworth Hall
Brodsworth Hall, près de Brodsworth, 5 milles (8 km) au nord-ouest de Doncaster dans le Yorkshire du Sud, est l'un des exemples les plus complets d'une maison de campagne victorienne en Angleterre. Elle est pratiquement inchangée depuis les années 1860. Elle est conçue dans le style italianisant par l'obscur architecte londonien Philip Wilkinson, alors âgé de 26 ans. Elle est commandée par Charles Sabine Augustus Thellusson, qui hérite du domaine en 1859, mais le domaine d'origine est construit en 1791 pour le marchand Peter Thellusson . Il s'agit d'un bâtiment classé Grade I.

## Histoire
George Hay (8e comte de Kinnoull), achète le domaine de Brodsworth à Sir John Wentworth en 1713 et reconstruit la maison dans le style géorgien, mais perd son argent dans le crash de la bulle de la mer du Sud en 1720 et est obligé de prendre le poste d'ambassadeur auprès de l'Empire ottoman. Son deuxième fils, Robert, plus tard archevêque d'York, s'installe sur le domaine à la place et apporte un certain nombre d'améliorations à la maison et au terrain. À sa mort en 1777, la maison reste vide. Son fils aîné devient le 10e comte de Kinnoull en 1787, et vend le domaine en 1790 à Peter Thellusson (1737–1797) de la famille bancaire suisse .
Peter Thellusson est venu de Genève et s'installe en Angleterre, devenant administrateur de la Banque d'Angleterre. Thellusson accumule des intérêts dans les plantations des Caraïbes et devient un importateur de tabac et de sucre. Il rédige un testament inhabituel, contesté sans succès par sa famille dans l'affaire Thellusson Will, dans lequel sa fortune est mise en fiducie pour rester intacte pendant trois générations. Le petit-fils de Peter Thellusson, Arthur Thellusson, épouse la fille d'un planteur d'Antigua, Sir Christopher Bethell-Codrington.
L'un des deux bénéficiaires éventuels est le 5e baron Rendlesham. L'autre est l'arrière-petit-fils de Peter, Charles Sabine Augustus Thellusson qui, en 1859, hérite de la moitié du legs ainsi que du domaine Brodsworth avec sa maison géorgienne. Il démolit la maison existante et commande l'actuelle, qui est construite en deux ans entre 1861 et 1863. Navigateur passionné, il commande également quatre yachts, les deux derniers étant, successivement, les plus grands du monde. Il est nommé haut shérif du Yorkshire pour 1866–1867. Lui et sa femme Georgiana laissent quatre fils, qui sont tous morts sans enfant, et la maison passe donc à chaque fils à tour de rôle. Le troisième fils, Charles Thellusson, loue les droits miniers à la Brodsworth Colliery Company et leur loue également le terrain pour la construction du village modèle Woodlands pour accueillir les mineurs. De plus, il paie la construction de l'église All Saints (1913) pour le village. Il est également responsable de l'introduction de la lumière électrique dans la maison .
Après la Première Guerre mondiale, la flambée des coûts conduit les propriétaires à fermer certaines parties de la maison. À la mort du plus jeune fils, Augustus Thellusson, en 1931, la maison passe à son neveu, le capitaine Charles Grant-Dalton (1882-1952) . Il est haut shérif du Yorkshire de 1942 à 1943.
La dernière résidente de la maison est Sylvia Grant-Dalton (épouse du capitaine Grant-Dalton), qui mène une bataille perdue d'avance pendant 57 ans contre les fuites des toits du manoir et l'affaissement du sol dû à l'extraction du charbon à proximité. Après sa mort en 1988, sa fille, Pamela Williams, donne le manoir et les jardins à English Heritage en 1990. Le contenu de la maison est acheté par le National Heritage Memorial Fund et transféré au English Heritage. Il est décidé de conserver les intérieurs "tels quels" plutôt que de les remplacer ou de les restaurer. Ils démontrent comment une maison victorienne autrefois opulente a vieilli "confortablement" .

## La maison

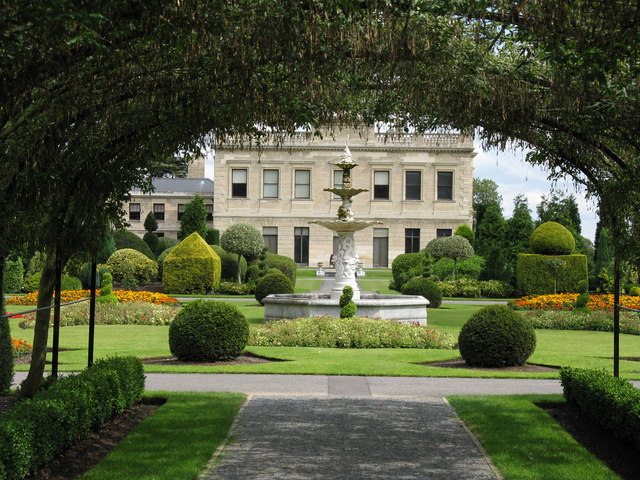
Brodsworth Hall et jardins

Conçu dans le style à l'italienne par Philip Wilkinson, le manoir est construit en pierre de taille calcaire, certains extraits sur le domaine, avec des toits en plomb et en ardoise. La maçonnerie, les fenêtres et les aménagements intérieurs ont été réutilisés de l'ancien bâtiment . Le bâtiment est en forme de "T" avec les quartiers des domestiques formant le montant. Le bloc principal, formant la traverse, est une plage rectangulaire de 2 étages ayant une façade de 9 travées . La maison compte plus de 30 pièces, allant des grandes salles de réception au mobilier d'origine aux logements des domestiques. La maison est entourée de jardins d'époque victorienne, qui sont utilisés pour des événements spéciaux tout au long de l'été.
La maison est connue pour la collection de peintures et de sculptures de Charles Sabine Thellusson, notamment une grande collection de sculptures italiennes achetées à l'exposition internationale de Dublin de 1865 .